# Neto Nascimento dos Santos
Neto Nascimento dos Santos, oder einfach Neto Santos (* 7. September 1983), ist ein brasilianischer Fußballspieler.

## Karriere
Neto Santos spielte von 2013 bis 2014 bei Windsor Arch Ka I in Macau. Der Club spielte in der höchsten Spielklasse, der Liga de Elite. Wo Neto vorher gespielt hat, ist unbekannt. 2015 wechselte er nach Thailand. Hier unterschrieb er einen Vertrag in Prachuap bei PT Prachuap FC. Der Verein spielte in der zweiten Liga des Landes, der Thai Premier League Division 1. 2017 wurde er Club Tabellendritter und stieg somit in die erste Liga auf. Nach dem Aufstieg verließ er Prachuap und ging nach Ayutthaya. Hier schloss er sich dem Drittligisten Ayutthaya United FC an. Mit Ayutthaya wurde er am Ende der Saison 2018 Vizemeister der Thai League 3 - Upper Region und stieg somit in die zweite Liga auf. Mitte 2019 wechselte er zur Rückserie zum Ligakonkurrenten Samut Sakhon FC nach Samut Sakhon. 2020 nahm ihn der Zweitligist Navy FC aus Sattahip unter Vertrag. Hier spielte der Publikumsliebling bis Ende 2020. Für die Navy absolvierte er 17 Zweitligaspiele. Ende 2020 unterschrieb er einen Kontrakt beim Ligakonkurrenten Nakhon Pathom United FC in Nakhon Pathom. Hier stand er bis Saisonende 2021/22 unter Vertrag. 45-mal stand er für den Verein in der zweiten Liga auf dem Spielfeld. Am 1. August 2022 verpflichtete ihn der Drittligist Sisaket United FC. Der Verein spielte in der North/Eastern Region der Liga. Für den Verein aus Si Sa KetSisaket bestritt er 23 Ligaspiele. Am Ende der Saison feierte er mit dem Verein die Vizemeisterschaft der Region. Mit Sisaket nahm er an den Aufstiegsspielen zur zweiten Liga teil. Hier konnte man sich jedoch nicht durchsetzen. Zu Beginn der Saison 2023/24 wechselte er im Juli 2023 in den Süden des Landes. Hier schloss er sich dem Drittligisten Phatthalung FC an. Mit dem Verein aus Phatthalung spielt er in der Southern Region der Liga.  Am 3. März 2024 stand er mit Phatthalung im Finale des Thai League 3 Cups. Hier bezwang man den Maejo United FC mit 1:0 nach Verlängerung. Am Ende der Saison 2023/24 wurde er mit dem Verein Vizemeister der Region. In den Aufstiegsspielen zur zweiten Liga konnte man sich jedoch nicht durchsetzen. Nach 28 Ligaspielen, in denen er 18 Tore erzielte, wechselte er im Sommer 2024 in die Eastern Region. Hier schloss er sich in Sattahip dem Fleet FC an.

## Erfolge
Ayutthaya United
- Thai League 3 - Upper: 2018 (Vizemeister)  ▲

Phatthalung FC
- Thai League 3 Cup: 2023/24